# Équipe d'Albanie féminine de basket-ball
Cet article traite de l'équipe féminine. Pour l'équipe masculine, voir Équipe d'Albanie masculine de basket-ball.
Maillots
L'équipe d'Albanie féminine de basket-ball (albanais : Kombëtarja e Femrave) est l'équipe nationale qui représente l'Albanie dans les compétitions internationales féminine de basket-ball. Elle est placée sous l'égide de la Fédération albanaise de basket-ball (FSHB). L'équipe est affiliée à la FIBA depuis 1947. Son surnom est "Kuq e zinjtё", ce qui signifie « Les Rouge et Noir ».
L'Albanie ne s'est jamais qualifiée pour un tournoi olympique, pour un Coupe du monde ou pour un Championnat d'Europe. Les Albanaises remportent le tournoi des Jeux méditerranéens de 1987.

## Résultats

### Palmarès
| Compétitions mondiales                             | Compétitions continentales | Autres compétitions                           |
| -------------------------------------------------- | --- | --------------------------------------------- |
| - Jeux olympiques - Néant - Coupe du monde - Néant | - EuroBasket - Néant - Championnat d'Europe des petits pays (1) - Vainqueur en 2002 - Finaliste en 1996 et 2008 - Troisième en 2024 | - Jeux méditerranéens (1) - Vainqueur en 1987 |

### Parcours en compétitions internationales

#### Jeux olympiques
| Année | Position      |      | Année         | Position |               | Année | Position |
| 1976  | Non qualifiée | 1996 | Non qualifiée | 2016     | Non qualifiée |       |          |
| 1980  | Non qualifiée | 2000 | Non qualifiée | 2020     | Non qualifiée |       |          |
| 1984  | Non qualifiée | 2004 | Non qualifiée | 2024     | Non qualifiée |       |          |
| 1988  | Non qualifiée | 2008 | Non qualifiée | 2028     | -             |       |          |
| 1992  | Non qualifiée | 2012 | Non qualifiée | 2032     | -             |       |          |

#### Coupe du monde
| Année | Position      |      | Année         | Position |               | Année | Position |
| 1953  | Non qualifiée | 1979 | Non qualifiée | 2006     | Non qualifiée |       |          |
| 1957  | Non qualifiée | 1983 | Non qualifiée | 2010     | Non qualifiée |       |          |
| 1959  | Non qualifiée | 1986 | Non qualifiée | 2014     | Non qualifiée |       |          |
| 1964  | Non qualifiée | 1990 | Non qualifiée | 2018     | Non qualifiée |       |          |
| 1967  | Non qualifiée | 1994 | Non qualifiée | 2022     | Non qualifiée |       |          |
| 1971  | Non qualifiée | 1998 | Non qualifiée | 2026     | -             |       |          |
| 1975  | Non qualifiée | 2002 | Non qualifiée | 2030     | -             |       |          |

#### Eurobasket
| Année | Position      |      | Année         | Position |               | Année | Position |
| 1938  | Non qualifiée | 1976 | Non qualifiée | 2003     | Non qualifiée |       |          |
| 1950  | Non qualifiée | 1978 | Non qualifiée | 2005     | Non qualifiée |       |          |
| 1952  | Non qualifiée | 1980 | Non qualifiée | 2007     | Non qualifiée |       |          |
| 1954  | Non qualifiée | 1981 | Non qualifiée | 2009     | Non qualifiée |       |          |
| 1956  | Non qualifiée | 1983 | Non qualifiée | 2011     | Non qualifiée |       |          |
| 1958  | Non qualifiée | 1985 | Non qualifiée | 2013     | Non qualifiée |       |          |
| 1960  | Non qualifiée | 1987 | Non qualifiée | 2015     | Non qualifiée |       |          |
| 1962  | Non qualifiée | 1989 | Non qualifiée | 2017     | Non qualifiée |       |          |
| 1964  | Non qualifiée | 1991 | Non qualifiée | 2019     | Non qualifiée |       |          |
| 1966  | Non qualifiée | 1993 | Non qualifiée | 2021     | Non qualifiée |       |          |
| 1968  | Non qualifiée | 1995 | Non qualifiée | 2023     | Non qualifiée |       |          |
| 1970  | Non qualifiée | 1997 | Non qualifiée | 2025     | Non qualifiée |       |          |
| 1972  | Non qualifiée | 1999 | Non qualifiée | 2027     | -             |       |          |
| 1974  | Non qualifiée | 2001 | Non qualifiée | 2029     | -             |       |          |

#### Jeux méditerranéens
| Année | Position      |      | Année         | Position |
| 1987  | Vainqueur     | 2001 | Non qualifiée |          |
| 1991  | 5e            | 2005 | Non qualifiée |          |
| 1993  | Non qualifiée | 2009 | 6e            |          |
| 1997  | Non qualifiée | 2013 | Annulé        |          |